# 10943 Brunier
10943 Brunier eller 1999 FY6 är en asteroid i huvudbältet som upptäcktes den 20 mars 1999 av OCA–DLR Asteroid Survey (ODAS). Den är uppkallad efter journalisten Serge Brunier.